# Saint-Yvi
Saint-Yvi település Franciaországban, Finistère megyében. Lakosainak száma 3418 fő (2022. január 1.). Saint-Yvi Concarneau, Elliant, Ergué-Gabéric, La Forêt-Fouesnant, Melgven, Rosporden és Saint-Évarzec községekkel határos.

## Népesség
A település népessége az elmúlt években az alábbi módon változott:
| Lakosok száma | 1242 | 2176 | 2386 | 2722 | 2939 | 3057 | 3155 | 3249 | 3308 | 3418 |
|               | 1968 | 1982 | 1990 | 2006 | 2013 | 2015 | 2017 | 2019 | 2020 | 2022 |